# Steve Penney (Eishockeyspieler)
Joseph Romeo Steve Penney (* 2. Februar 1961 in Sainte-Foy, Québec) ist ein ehemaliger kanadischer Eishockeytorwart, der in seiner aktiven Zeit von 1978 bis 1988 unter anderem für die Montréal Canadiens und Winnipeg Jets in der National Hockey League gespielt hat.

## Karriere
Steve Penney begann seine Karriere als Eishockeyspieler bei den Shawinigan Cataractes, für die er von 1978 bis 1981 in der kanadischen Juniorenliga QMJHL aktiv war. In diesem Zeitraum wurde er im NHL Entry Draft 1980 in der achten Runde als insgesamt 166. Spieler von den Montréal Canadiens ausgewählt. Für das Team aus Québec gab er in der Saison 1983/84 sein Debüt in der National Hockey League, nachdem er in den beiden Spielzeiten zuvor ausschließlich für deren Farmteams, die Flint Generals aus der International Hockey League und die Nova Scotia Voyageurs aus der American Hockey League zum Einsatz kam. Mit Montréal gewann der Kanadier in der Saison 1985/86 zum ersten und einzigen Mal als Back-Up-Torwart den prestigeträchtigen Stanley Cup. Bei 18 Einsätzen saß er insgesamt 30 Mal auf der Bank und hatte sich eigentlich aufgrund einer Verletzung dafür qualifiziert, dass sein Name auf den Stanley Cup eingraviert werden würde, worauf Montréal jedoch verzichtet. Dennoch erhielt er einen Stanley-Cup-Ring und ist auf dem offiziellen Stanley-Cup-Foto zu sehen.
Am 19. August 1986 wurde Penney zusammen mit den Rechten an Jan Ingman im Tausch für Brian Hayward an die Winnipeg Jets abgegeben. Bei den Kanadiern konnte er sich allerdings nicht durchsetzen und kam in zwei Spielzeiten nur auf 15 Einsätze in der NHL. Zudem stand er in insgesamt 32 Spielen für deren AHL-Farmteams Sherbrooke Canadiens und Moncton Hawks zwischen den Pfosten.

## Erfolge und Auszeichnungen
- 1985 NHL All-Rookie Team
- 1986 Stanley-Cup-Gewinn mit den Montréal Canadiens